# Переслављ Залески
Переслављ-Залески (рус. Пересла́вль-Зале́сский) град је у европском делу Русије у Јарославској области. Удаљен је 140 километара северно од Москве. Код Переславља се река Трубеж улива у Плешчејево језеро. Према попису становништва из 2010. у граду је живело 41.925 становника.
Переслављ-Залески је 1152. основао кнез Јуриј Долгоруки. Ту се 1221. родио кнез Александар Невски. Крајем 13. века велики кнез Владимира је имао резиденцију у Преславу-Залеском, тако да је ово место фактички била престоница Русије. Петар Велики је ту, у периоду 1688–1693, изградио минијатурну флоту бродова на Плешчејевом језеру. То је била претеча праве руске морнаричке флоте коју ће Петар касније изградити.
Град припада тзв. Златном кругу, групи историјских руских градова североисточно од Москве.

## Становништво
Према прелиминарним подацима са пописа, у граду је 2010. живело 41.925 становника, 1454 (3,46%) мање него 2002.
| 1939.  | 1959.  | 1970.  | 1979.  | 1989.  | 2002.  | 2010.  |
| ------ | ------ | ------ | ------ | ------ | ------ | ------ |
| 19.874 | 23.137 | 30.062 | 37.505 | 42.331 | 43.379 | 41.925 |